# اونترمرتسباخ
اونترمرتسباخ (به آلمانی: Untermerzbach) یک شهر در آلمان است که در هاسبرگه واقع شده‌است.